# Martin Gutzeit

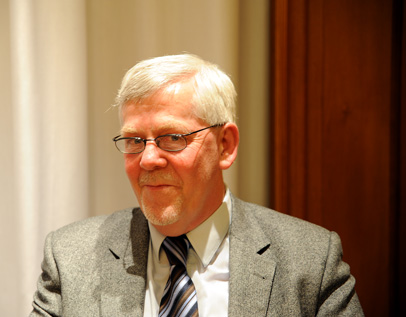
Martin Gutzeit

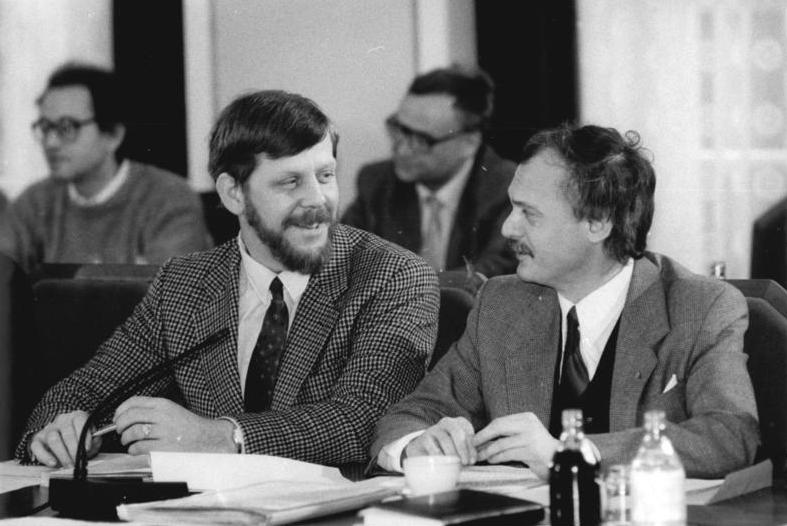
Martin Gutzeit mit Ibrahim Böhme beim 6. Runden Tisch in Berlin

Martin Gutzeit (* 30. April 1952 in Cottbus) ist ein deutscher Geistlicher und Politiker, Gründer der Sozialdemokratischen Partei in der DDR, MdV, MdB, und war bis 2017 Landesbeauftragter für die Stasi-Unterlagen in Berlin.

## Leben
Er ist Sohn eines Pfarrers und machte 1968 bis 1970 eine Lehre als Elektromonteur. 1970 arbeitete er zunächst als Relaismechaniker. 1971 legte er an einer Abendschule das Abitur ab. Er verweigerte den Wehrdienst in der Nationalen Volksarmee und arbeitete als Diakoniehelfer. Von 1972 bis 1979 studierte er Theologie am evangelischen Sprachenkonvikt Berlin. 1980 bis 1982 war er Vikar in Berlin-Pankow und von 1982 bis 1986 Pastor in Schwarz bei Neustrelitz. Zwischen 1986 und 1990 war er Assistent am Sprachenkonvikt in Berlin.
1977 bildete er mit Markus Meckel einen Hegel-Kreis. Im Oktober 1989 wurde er Mitbegründer der Sozialdemokratischen Partei in der DDR (SDP), als Vertreter der SDP am Zentralen Runden Tisch der DDR. 1990 wurde Gutzeit Mitglied des Parteivorstands der SPD und Mitglied der ersten frei gewählten Volkskammer. Dort war er parlamentarischer Geschäftsführer der sozialdemokratischen Fraktion und von Oktober bis Dezember 1990 Mitglied des Bundestages.
Von 1993 bis 2017 war er Berliner Landesbeauftragter für die Unterlagen des Ministeriums für Staatssicherheit der DDR. Er wirkte als Mitglied des Beirats der Bundesbeauftragten für die Unterlagen des Ministeriums für Staatssicherheit der ehemaligen DDR (BStU). Am 8. Oktober 1995 wurde ihm – zusammen mit anderen Bürgerrechtlern der früheren DDR –  das Bundesverdienstkreuz 1. Klasse verliehen.
Seit 1997 warnt er mit anderen Begründern der SDP vor Bündnissen mit der PDS. Zur Brandenburger Koalition mit der stasibelasteten Linken sagte er:

„Die Beteuerung der Linken, sie habe mit der Stasi gebrochen, drückt sich nicht in ihren Personalentscheidungen aus. Die Partei versteht sich auf die Kunst grober Tabubrüche. Sie will eine Spitzelkarriere als normalen Teil einer ostdeutschen Biografie salonfähig machen.“

## Werke
- mit Markus Meckel: Opposition in der DDR. Bund-Verlag GmbH, 1996, ISBN 978-3766324986.[3]
- Eberhard Kuhrt u. a. (Hrsg.): Opposition in der DDR von den 70er Jahren bis zum Zusammenbruch der SED-Herrschaft (Band 3 der Reihe: Am Ende des realen Sozialismus, hrsgg. im Auftrag des Bundesministers des Innern). Opladen 1999 (darin ein Essay mit Stephan Hilsberg über die Gründung der SDP/SPD in der DDR)
- Mit.-Hrsg.: Opposition und SED in der Friedlichen Revolution. Organisationsgeschichte der alten und neuen politischen Gruppen 1989/90. Düsseldorf 2011.
- Der Weg in die Opposition. Über das Selbstverständnis und die Rolle der „Opposition“ im Herbst 1989 in der ehemaligen DDR. In: Walter Euchner (Hrsg.): Politische Opposition in Deutschland und im internationalen Vergleich. Göttingen 1993, S. 84–114.